# Caíde de Rei
Caíde de Rei is een plaats (freguesia) in de Portugese gemeente Lousada en telt 2636 inwoners (2001).